# Tayyarzade Ata Bey
Tayyarzade Ata Al·là Àhmad, conegut com a Ata Bey (Istanbul, 1810- Medina, 1877 o 1880) fou un historiador otomà. Fill d'un funcionari de palau i el mateix en el servei del palau va ocupar alguns llocs oficials. El 1876 fou nomenat administrador del territori sagrat (haram) de la Meca i va morir allí algun temps després entre 1877 i 1880. Va escriure una història otomana del seu temps en cinc volums anomenada Tarikh-i Ata (1874-1876).